# Luka Cindrić

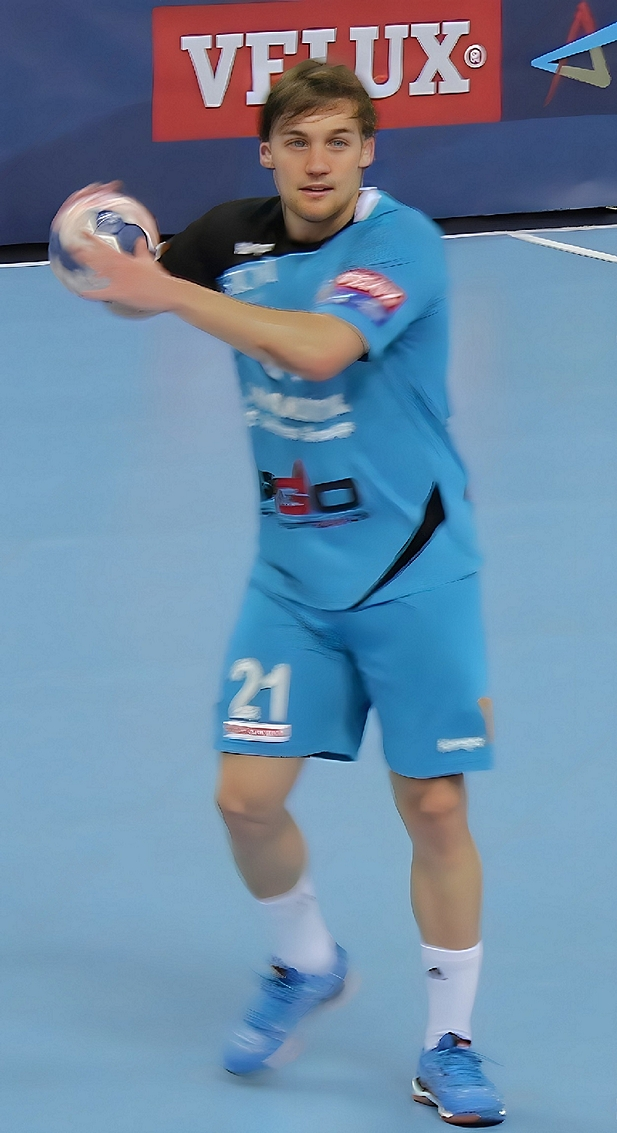
Luka Cindrić, 2014.

Luka Cindrić, född 5 juli 1993 i Ogulin, är en kroatisk handbollsspelare (mittnia). Han är 1,82 meter lång och känd som en skicklig genombrottsspelare med ett snabbt "tillslag" i sitt skytte. 2014 debuterade Cindrić i Kroatiens landslag och har sedan dess deltagit i över 70 landskamper, med EM-silver 2020 som främsta merit. Han har utsetts till Årets handbollsspelare i Kroatien två gånger, 2017 och 2018.

## Klubbar
- RK Ogulin
- RK Senj
- HRK Karlovac (2012–2014)
- RK Metalurg Skopje (januari 2014–2015)
- RK Vardar (2015–2018)
- KS Kielce (2018–2019)
- FC Barcelona (2019–2023)
- CS Dinamo București (2023–)

## Meriter i urval

### Med klubblag
- Champions League-mästare tre gånger: 2017 (med RK Vardar), 2021 och 2022 (med FC Barcelona)
- SEHA-ligamästare två gånger: 2017 och 2018 med RK Vardar
- Nordmakedonsk mästare fyra gånger: 2014 (med RK Metalurg Skopje), 2016, 2017 och 2018 (med RK Vardar)
- Polsk mästare 2019 med KS Kielce
- Spansk mästare fyra gånger: 2020, 2021, 2022 och 2023 med FC Barcelona

### Med landslaget
- EM 2016 i Polen:  Brons
- VM 2017 i Frankrike: 4:a
- EM 2020 i Norge/Sverige/Österrike:  Silver